# José Fórmica (Ruderer)
José Fórmica-Corsi Cuevas (* 11. April 1881 in Barcelona; † 5. November 1954 ebenda) war ein spanischer Ruderer.

## Werdegang
José Fórmica trat bei den Olympischen Sommerspielen 1900 in Paris zusammen mit Juan Camps, Ricardo Margarit, Antonio Vela und Steuermann Orestes Quintana in der Vierer mit Steuermann-Regatta an. Die spanische Crew schied als Zweitplatzierter im Vorlauf aus.
Sein Sohn José Fórmica Corsi y Hezode war Leichtathlet und für die Olympischen Sommerspiele 1952 in Helsinki nominiert, trat seine beiden Wettkämpfe jedoch nicht an.